# 901 Brunsia
901 Brunsia, asteroid glavnog pojasa. Otkrio ga je Max Wolf, 30. kolovoza 1918.

## Vanjske poveznice
- Minor Planet Center